# Schott NYC
Pour les articles homonymes, voir Schott.
Schott NYC (souvent abrégé Schott), ou Schott Bros. Inc., est une entreprise de confection américaine de vêtements en cuir et textile. La firme Schott NYC est notamment connue pour avoir créé le blouson motard Perfecto.

## Historique

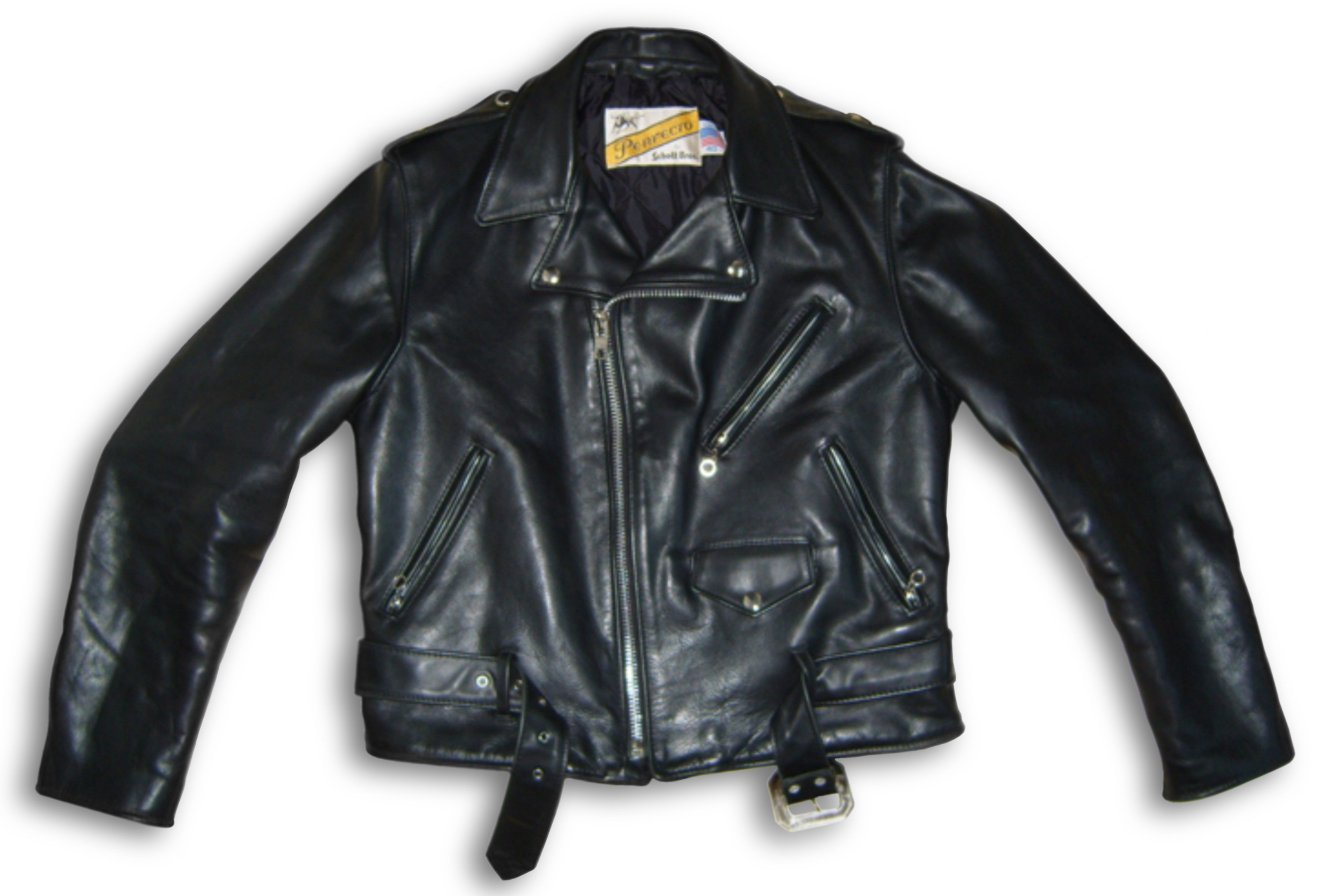
Un blouson de motard Perfecto Schott 613.

L'entreprise a été fondée en 1913 à New-York, dans le Lower East Side par les frères Irving Schott et Jack Schott. Aujourd'hui, Schott NYC reste une entreprise familiale depuis sa fondation. La quatrième génération de la famille Schott, représentée par Jason Schott, continue de diriger la marque. Roz Schott est l'actuelle présidente de la société. Spécialisée initialement dans la fabrication de vêtements de pluie, elle doit sa renommée au développement du Perfecto en 1928 dont elle est propriétaire de la marque déposée.
Pendant la Seconde Guerre mondiale, l'entreprise est largement sollicitée pour l'effort de guerre et produit des cabans pour la Navy. Elle produit ensuite également pour l'armée des blousons d'aviateur en nylon. Ces modèles sont toujours à son catalogue.
La firme est également connue pour être la première marque à intégrer une fermeture éclair sur une veste, une innovation qui a marqué un tournant dans le design des vêtements d'extérieur.
Schott NYC conserve une confection aux États-Unis d'une partie de ses produits, qui bénéficient en plus de l'étiquette syndicale.

## Distribution
Des accords de licences sont signés pour l'usage du nom et la distribution à travers le monde. Les vêtements Schott vendus en France ne sont ainsi pas tous produits par la firme américaine, la conception et la distribution en Europe et au Moyen-Orient de produits sous marque Schott étant assurées par le Groupe JAJ.